# Лингвистички повезани отворени подаци
У процесу обраде природних језика, лингвистике и сродних поља, Лингвистички повезани отворени подаци  (LLOD) описују методу и интердисциплинарну заједницу која се бави креирањем, дељењем и (поновном) употребом језичких ресурса у складу са принципима повезаних података. Облак лингвистичких повезаних отворених података креирала је и одржава га Радна група за отворену лингвистику (OWLG) Фондације за отворено знање. Облак лингвистичких повезаних отворених података је такође фокус активности више група W3C заједнице, потом истраживачких пројеката и инфраструктурних напора. 

## Лингвистички повезани отворени подаци
Лингвистички повезани отворени подаци објављују податке из области лингвистике и обраде природних језика користећи следеће принципе: 
- Подаци би требало да буду лиценцирани коришћењем отворених лиценци као што су Creative Commons лиценце.
- Елементи у скупу података требало би да буду јединствено идентификовани помоћу једиинствених идентификатора ресурса - URI.
- URI би требало да буде разрешен, тако да корисници могу да приступе додатним информацијама путем веб прегледача.
- Разрешавање ресурса LLOD требало би да врати резултате користећи веб стандарде као што су Оквир за опис ресурса (RDF).
- Везе до других ресурса треба да буду укључене како би помогле корисницима да открију нове ресурсе и обезбеде семантику.

Главне предности LLOD-а су: 
- Репрезентација: Повезани графови су флексибилнији формат репрезентације језичких података.
- Интероперабилност: Заједнички RDF модели се могу лако интегрисати.
- Федерација: Подаци из више извора могу се једноставно комбиновати.
- Екосистем: Алати за RDF и повезане податке су широко доступни под лиценцама отвореног кода.
- Изражајност: Постојећи речници помажу у изражавању језичких ресурса.
- Семантика: Заједничке везе изражавају шта се мисли.
- Динамичност: Веб подаци се могу континуирано побољшавати.

Основна веб страна дијаграма облака LLOD је под linguistic-lod.org

### Употреба LLOD
Лингвистички повезани отворени подаци су примењени у решавању више истраживачких проблема у различитим научним областима:
- У свим областима емпиријске лингвистике, рачунарске лингвистике и обраде природних језика лингвистичка анотација и обележавање представљају централни елемент анализе. Напредак у области је ометен проблемима интероперабилности. Међу овим проблемима су најистакнутији проблеми разлике у речницима и разлике у схемама за анотацију који се користе за различите ресурсе и алате. Употребом повезаних податка за повезивање језичких ресурса и онтологија или терминолошких репозиторијума олакшава поновно коришћење заједничких речника и њихово тумачење на заједничкој основи.
- У корпусној лингвистици преклапање ознака представља врло добро познат проблем за формат XML. Отуда су од касних 90-их предложени модели података засновани на графовима.[4] Они су представљени помоћу више међусобно повезаних XML датотека[5] који су слабо подржани готовом (непромењивом) XML технологијом.[6]
- Вишејезична питања која укључују повезивање лексичких ресурса попут Ворднета, што је извршено путем међујезичког индекса Глобалне Ворднет асоцијације, и повезивање више хетерогених ресурса попут Ворднета и Википедије, што је учињено уз помоћ Бабелнета.

### Одабрани LLOD ресурси
Према подацима из октобра 2018. године, 10 најчешће повезаних ресурса у LLOD дијаграму (према броју повезаних скупова података) су:
- Онтологија за лингвистичку анотацију (The Ontologies of Linguistic Annotation - OLiA, повезана са 74 скупа података) обезбеђује референтну терминологију за лингвистичку анотацију и граматичке метаподатке;
- Ворднет (WordNet, повезан са 51 скупом података), лексичка база података за енглески језик и пивот за развој сличних база података за друге језике са неколико издања (Принстонско издање повезано са 36 скупова података; издање W3C повезано са 8 скупова података; издање VU повезано са 7 скупова података);
- Дбпедија (DBpedia, повезана са 50 скупова података) заснована на генералном знању о речима, почива на Википедији;
- lexinfo.net (повезан са 36 скупова података) обезбеђује референтну терминологију за лексичке ресурсе;
- Бабелнет (BabelNet, повезан са 33 скупа података) вишејезично лексикализована семантичка мрежа заснована на агрегацији више других ресурса, већином на Ворднету и Википедији;
- lexvo.org (повезан са 26 скупова података) обезбеђује језичке идентификаторе и друге податке везане за језик. Најбитније, lexvo обезбеђује RDF репрезентацију трословних ознака и онформација за језике из стандарда ISO 639-3;
- Регистар категорија података (The ISO 12620 Data Category Registry, ISOcat; RDF издање, повезан са 10 скупова података) представља полуструктуиран репозиторијум терминологије повезане са језиком.
- UBY (RDF издањеlemon-Uby, повезан са 9 скупова података) лексичка мрежа за енглески језик, агрегирана из више лексичких ресурса;
- Glottolog (повезан са 7 скупова података) обезбеђује ситнозне језичке идентификаторе за језике са малим бројем ресурса (оне који нису покреивени пројектом lexvo.org);
- Wiktionary-DBpedia повезују (wiktionary.dbpedia.org, повезан са 7 скупова података), лексикализација концепата Дбпедије заснована на Вики речнику.

### Развој облака LLOD и активности заједнице
Дијаграм облака лингвистичких повезаних отворених података одржава Радна група за отворену лингвистику (OWLG) Фондације за отворено знање која представља отворену и интердисциплинарну групу стручњака за језичке ресурсе. Радна група за отворену лингвистику организује догађаје заједнице и координира развој LLOD и омогућава интердисциплинарну комуникацију између сарадника и корисника LLOD.
Употреба и развој лингвистичких повезаних отворених података су тема неколико великих истраживачких пројеката:
- LOD2. Creating Knowledge out of Interlinked Data (11 земаља ЕУ + Кореја, 2010–2014)[7]
- MONNET. Multilingual Ontologies for Networked Knowledge (5 земаља ЕУ, 2010–2013)[8]
- LiODi. Linked Open Dictionaries (BMBF Истраживачка група младих е-хуманиста, Гетеов универзитет у Франкфурту, Немачка, 2015-2020)[9]
- NexusLinguarum. European network for Web-centred linguistic data science (COST акција, 2019-2023) [10]